# 신동우 (만화가)
신동우(申東雨, 1936년 10월 11일~1994년 11월 17일)는 대한민국의 만화가이고, 1953년 첫 자작 만화 작품 《땃돌이의 모험》으로 만화가 분야에 데뷔하였다. 본관은 평산. 직계 가족관계로는 형 신동헌(만화가)과, 아들 신찬섭(기업가)이 있다.
1936년 일제강점기 함경북도 회령군에서 태어났으며, 1945년 8월 15일 광복(을유해방)이 도래한 이듬해 1946년 5월, 국민학교(지금의 초등학교)의 4학년 때에 일가족과 함께 38선을 넘어 월남한 그는, 훗날 1960년 서울대학교 응용미술학과를 학사 졸업하였다.
1953년 《땃돌이의 모험》으로 만화가 분야에 데뷔하였고, 이후 1966년부터 1969년까지 소년조선일보에 《풍운아 홍길동》을 1,200회 연재하였다. 특히 이 작품은 1967년에는 형인 신동헌 감독이 《홍길동》으로 영화화하기도 하였다. 또한 《수호전》과 《삼국지》 같은 중국 고전, 특히 무협을 만화화하여 큰 인기를 얻었고, 1980년 《한국의 역사》를 만화로 꾸며 한국만화가상을 수상하였다.
캠페인 등에 관련된 기발한 내용의 그림들로도 알려졌으며, 금성출판사와 계몽사에서 만든 창작동화집,어린이그림위인전기(강감찬 편)에는 신동우 화백의 그림들이 실려 있다.
피자 프랜차이즈인 미스터피자의 초기 심볼, 진주햄의 천하장사 소시지 광고만화와 포장지 작업을 하기도 하였다. 형 신동헌이 방송 출연 제의를 고사하고 대신 동생인 신동우를 추천하면서 방송 출연을 시작하였다. 이후 자주 방송에 출연하였는데, 병으로 숨지기 일주일 전이기도 하였던 1994년 11월 초에도 방송 출연을 하였다.
1994년 11월 17일, 서울 영등포구 당산동 자택에서 갑작스런 병으로 인해, 59세의 나이로 숨졌다. 사후 2013년에는 경기도 부천시 산하 한국만화영상진흥원이 신동우의 《풍운아 홍길동》을 복간하였으며, 2014년에는 아들 신찬섭 氏가 20주기를 맞아 아버지 명의의 페이스북 페이지를 열기도하였다.